# Cnemaspis laoensis
Cnemaspis laoensis là một loài thằn lằn trong họ Gekkonidae. Loài này được Grismer mô tả khoa học đầu tiên năm 2010.